# Maiara & Maraisa
Maiara & Maraisa é uma dupla sertaneja de cantoras, compositoras, multi-instrumentistas e empresárias brasileiras, formada pelas irmãs gêmeas Maiara e Maraisa. Se tornaram conhecidas nacionalmente por hits como "10%" e "Medo Bobo".

## Biografia
Filhas de Marco César Rosa Pereira e Almira Henrique, Maiara e Maraisa nasceram em São José dos Quatro Marcos, no Mato Grosso, em 31 de dezembro de 1987, e passaram a infância e adolescência em diversas cidades do país. Inicialmente, antes da fama, moraram em sua cidade natal, e logo após nascerem mudaram-se para Juruena, ao longo da infância e adolescência também viveram na cidade de Rondonópolis onde o pai Marcos César trabalhou como bancário, e nas cidades de Araguaína, Montes Claros, Governador Valadares e Belo Horizonte.

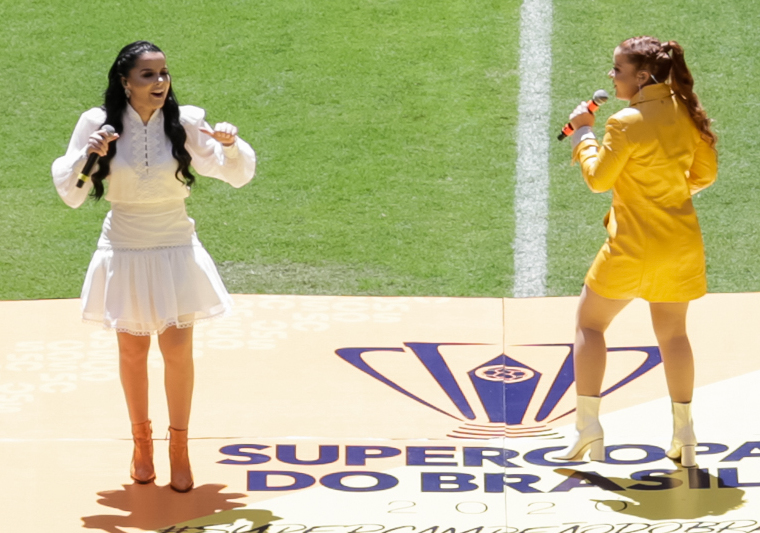
Maiara & Maraisa em show de abertura da Supercopa do Brasil de 2020.

Maiara começou a faculdade de direito e música mas concluiu somente a de música, já que a de direito parou no quinto período. Maraísa começou a fazer faculdade de relações internacionais e música, mas concluiu somente música, deixando relações internacionais no quinto período. Começaram a cantar aos cinco anos de idade, e nessa época subiram no palco pela primeira vez, durante o Festival da Canção. No mês de março de 2004, lançaram um álbum intitulado Geminis Totalmente Livre.
A dupla de cantores sertanejos Jorge e Mateus foi um dos mais importantes para o sucesso das gêmeas, pois foram eles que sempre as ajudaram, principalmente Jorge, chamado de "pai" por Maiara e Maraisa.

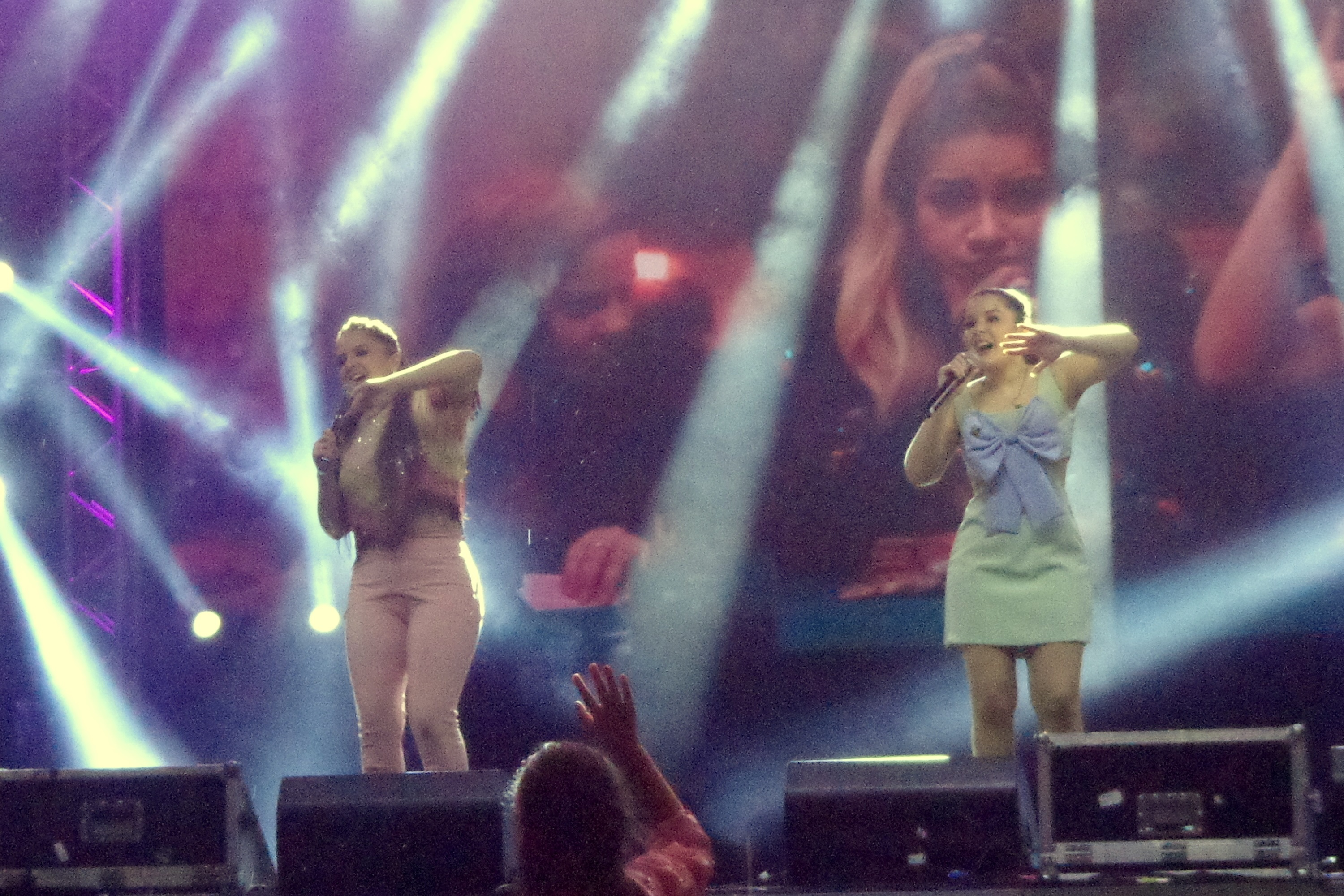
A dupla apresenta-se enquanto o telão exibe homenagem à cantora Marília Mendonça (2022).

Após o seu lançamento, a dupla ficou conhecida pela alcunha de "As Patroas" e também por suas canções como "10%", "Se Olha no Espelho", "No Dia do Seu Casamento" e "Medo Bobo", que estão presentes no álbum Ao Vivo em Goiânia (2016) e que alcançou o topo das paradas brasileiras. Depois vieram com tudo no DVD Ao vivo em Campo Grande, com musicas como "Bengala & Crochê", "Sorte Que Cê Beija Bem", "Como Que Larga Desse Trem", 'Combina Demais", entre outras vinte e duas faixas.
Em seguida, lançaram o DVD Reflexo, que teve como principais faixas as canções "Nem Tchum", "Não Abro Mão" e " Traí Sim", esta última com participação de Zé Neto & Cristiano. Depois fizeram um trabalho mais intimista, Aqui em Casa, gravado no quintal da residência, contando com "Aí eu Bebo".
Atualmente a dupla vive em Goiânia. A dupla é reconhecida como ícones do subgênero musical feminejo.
A dupla participou de uma campanha das loterias da CAIXA para promoção do sorteio da Mega-Sena da Virada no ano de 2021.  Uma escolha acertada, tendo em vista que as gêmeas comemoram seu aniversário em 31 de dezembro.

## Integrantes

### Maiara

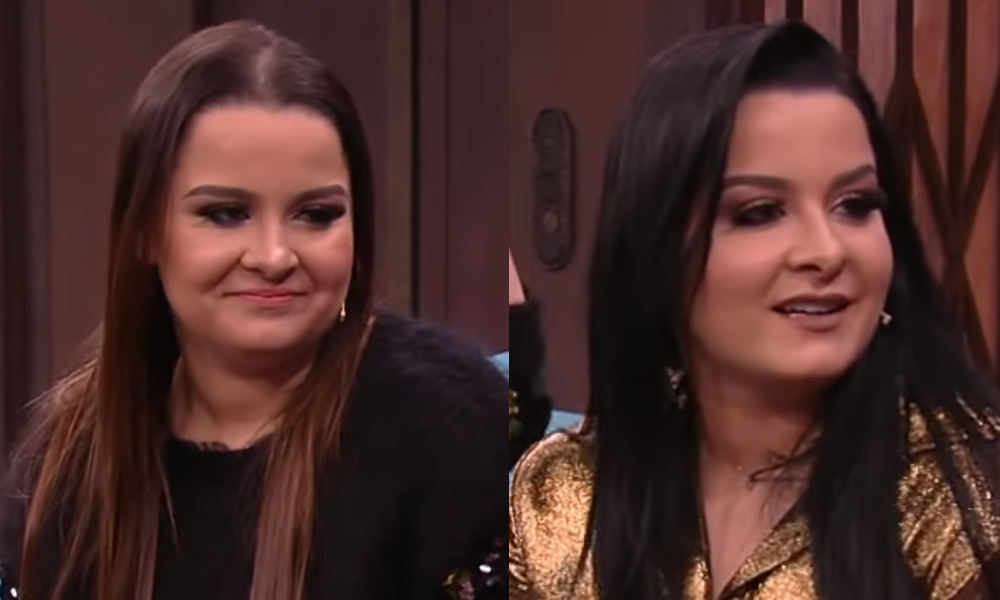
Maiara (esquerda) e Maraisa (direita) no Lady Night em 2019.

Maiara Carla Henrique Pereira (São José dos Quatro Marcos, 31 de dezembro de 1987) é uma cantora e compositora brasileira.
A cantora fez faculdade de direito, a qual parou no quinto período, então se formou em música. Maiara também ficou conhecida por namorar o cantor Fernando Zor, que forma, junto com Sorocaba, a dupla Fernando & Sorocaba. A compositora e multi-instrumentista fez diversas cirurgias, como bariátrica, lipoaspiração e silicone nos seios.
No fim de 2023, a cantora deu início a um processo de emagrecimento. Com isso, Maiara foi alvo de diversas críticas devido ao fato de ter emagrecido mais de vinte quilos e mudado seus hábitos para ficar "focada na saúde". Ela passou a pesar 47 quilos.

### Maraisa
Carla Maraisa Henrique Pereira, mais conhecida como Maraisa (São José dos Quatro Marcos, 31 de dezembro de 1987) é uma cantora e compositora brasileira.
Estudante de relações internacionais – parou no 5º período, assim como sua irmã –, Maraisa também se graduou em música. Em janeiro de 2020, terminou seu relacionamento com o empresário Luiz Souza Lima, e, alguns meses depois, em outubro, iniciou uma relação com Artur Queiroz Amaral, médico, de quem se separou pouco tempo depois. Em março de 2021, iniciou outro relacionamento, com o sertanejo Fabrício Marques, da dupla com Henrique, mas o relacionamento terminou. Maraisa também namorou o humorista e ator João Quirino e o empresário Wendell Vieira. Assim como sua irmã, Maraisa fez cirurgias plásticas, como rinoplastia, lipoaspiração e implante de silicone nos seios. A cantora revelou, em 2023, que estava num relacionamento com Fernando Mocó, empresário que, à época, já era pai. Quatro meses após o anúncio, Maraisa e Mocó, que chegaram a noivar, anunciaram o término da relação.

## Discografia
Álbuns de estúdio
- Totalmente Livre (2004)
- No Dia do Seu Casamento (2014)

## Filmografia
| Ano  | Trabalho          | Função         | Notas                 |
| ---- | ----------------- | -------------- | --------------------- |
| 2019 | SóTocaTop         | Apresentadoras | Temporada 3           |
| 2022 | The Voice Kids    | Técnicas       | Temporada 7           |
| 2023 | Vai na Fé         | Elas mesmas    | Participação Especial |
| 2024 | Amigas            | Elas mesmas    |                       |
| 2025 | Show 60 Anos      | Elas mesmas    |                       |
| 2026 | Coração Acelerado | Elas mesmas    |                       |

## Prêmios e indicações
| Ano  | Prêmio                                | Categoria                                                   | Indicação                                                             | Resultado | Ref.                |
| ---- | ------------------------------------- | ----------------------------------------------------------- | --------------------------------------------------------------------- | --------- | ------------------- |
| 2016 | Prêmio Multishow de Música Brasileira | Experimente                                                 | Maiara & Maraisa                                                      | Indicadas | [ 31 ]              |
| 2016 | Meus Prêmios Nick                     | Revelação Musical                                           | Maiara & Maraisa                                                      | Venceram  | [ 32 ]              |
| 2016 | Capricho Awards                       | Artista sertanejo                                           | Maiara & Maraisa                                                      | Venceram  | [ 33 ]              |
| 2017 | Caldeirão de Ouro                     | As 10+ do Ano                                               | "10%"                                                                 | 5º Lugar  | [ 34 ]              |
| 2017 | Troféu Internet                       | Revelação do Ano                                            | Maiara & Maraisa                                                      | Indicadas | [ 35 ]              |
| 2017 | Prêmio Multishow de Música Brasileira | Melhor Grupo                                                | Maiara & Maraisa                                                      | Indicadas | [ 36 ] [ 37 ]       |
| 2017 | Prêmio Multishow de Música Brasileira | Música chiclete                                             | 50 Reais — Naiara Azevedo e Maiara & Maraisa                          | Indicadas | [ 36 ] [ 37 ]       |
| 2017 | Movimento Country                     | Melhor CD Melhor DVD Melhor Musica Melhor Show Melhor Dupla | Maiara & Maraisa                                                      | Venceram  | [carece de fontes?] |
| 2018 | Caldeirão de Ouro                     | As 10+ do Ano                                               | "Sorte Que Cê Beija Bem"                                              | 5º Lugar  | [ 38 ]              |
| 2018 | Prêmio Multishow de Música Brasileira | Melhor dupla                                                | Maiara & Maraisa                                                      | Indicadas | [ 39 ]              |
| 2019 | Movimento Country                     | Melhor Dupla                                                | Maiara & Maraisa                                                      | 1º Lugar  | [carece de fontes?] |
| 2019 | Movimento Country                     | Melhor DVD                                                  | Maiara & Maraisa                                                      | 1º Lugar  | [carece de fontes?] |
| 2019 | Prêmio Área Vip                       | Melhor Dupla Sertaneja                                      | Maiara & Maraisa                                                      | Venceu    | [carece de fontes?] |
| 2020 | Prêmio Área Vip                       | Melhor Dupla Sertaneja                                      | Maiara & Maraisa                                                      | Venceram  | [carece de fontes?] |
| 2021 | Grammy Latino                         | Melhor Álbum de Música Sertaneja                            | Patroas                                                               | Indicadas | [ 40 ]              |
| 2021 | WME Awards                            | Videoclipe                                                  | "Esqueça-Me Se For Capaz" – Marília Mendonça e Maiara & Maraisa       | Venceram  | [ 41 ]              |
| 2021 | WME Awards                            | Cantora                                                     | Maiara & Maraisa                                                      | Venceram  | [ 41 ]              |
| 2022 | MTV Miaw                              | Hino de Karaokê                                             | "Esqueça-Me Se For Capaz" – Marília Mendonça e Maiara & Maraisa       | Venceram  | [ 42 ]              |
| 2022 | Prêmio Jovem Brasileiro               | Dupla do Ano                                                | Maiara & Maraisa                                                      | Indicadas | [ 43 ] [ 44 ]       |
| 2022 | Prêmio Jovem Brasileiro               | Feat do Ano                                                 | "Nem Namorado e Nem Ficante" – Israel & Rodolffo com Maiara & Maraisa | Venceram  | [ 43 ] [ 44 ]       |
| 2022 | Prêmio Multishow de Música Brasileira | Dupla do ano                                                | Maiara & Maraisa                                                      | Venceram  | [ 45 ]              |
| 2022 | WME Awards                            | Melhor Música Mainstream                                    | "Esqueça-Me Se For Capaz" – Marília Mendonça e Maiara & Maraisa       | Venceram  | [ 46 ]              |
| 2023 | Prêmio da Música Brasileira           | Melhor Dupla de Canção Popular                              | Maiara & Maraisa                                                      | Venceram  | [ 47 ]              |
| 2023 | Prêmio Jovem Brasileiro               | Dupla do Ano                                                | Maiara & Maraisa                                                      | Venceram  | [ 48 ]              |
| 2023 | Prêmio Multishow de Música Brasileira | Sertanejo do Ano                                            | "Narcisista"                                                          | Indicadas | [ 49 ]              |
| 2024 | Prêmio da Música Brasileira           | Melhor Dupla de Canção Popular/Sertanejo                    | Maiara & Maraisa                                                      | Venceram  | [ 50 ]              |
| 2024 | Prêmio da Música Brasileira           | Melhor Lançamento – Sertanejo                               | Ao Vivo em Portugal                                                   | Indicadas | [ 50 ]              |